# Akán Tzen
Akán Tzen är en ort i Mexiko.   Den ligger i kommunen San Antonio och delstaten San Luis Potosí, i den centrala delen av landet, 240 km norr om huvudstaden Mexico City. Akán Tzen ligger 330 meter över havet och antalet invånare är 132.
Terrängen runt Akán Tzen är lite kuperad. Runt Akán Tzen är det ganska tätbefolkat, med 124 invånare per kvadratkilometer. Närmaste större samhälle är Villa Terrazas, 19,1 km söder om Akán Tzen. I omgivningarna runt Akán Tzen växer huvudsakligen savannskog.